# Banchus leptoceras
Banchus leptoceras är en stekelart som beskrevs av Henry Keith Townes, Jr. 1978. Banchus leptoceras ingår i släktet Banchus och familjen brokparasitsteklar. Inga underarter finns listade.